# بش رباط السفلى
بش رباط السفلى هي بلدة في مقاطعة نوبهار في ولاية نواوي في أوزبكستان.